# 841

## Události
- Klášter Jumièges vypálen Vikingy
- 25. června – Bitva u Fontenoy-en-Puisaye, v níž se střetli tři synové císaře Ludvíka Pobožného o vládu ve Franské říše a jejímž důsledkem bylo definitivní rozdělení říše na tři menší státy

## Hlavy státu
- Velkomoravská říše – Mojmír I.
- Papež – Řehoř IV.
- Anglie – Wessex a Kent – Ethelwulf
- Franská říše – Lothar I. Franský
- První bulharská říše – Presjan
- Byzanc – Theofilos
- Svatá říše římská – Lothar I. Franský
- Japonské císařství – Ninmjó